# سيتيفيني رابوكا
سيتيفيني رابوكا أو سيتيفيني "ستيف" ليجامامادا رابوكا، (فيجي: [sitʃiˈβeni ramˈbuka])؛ (13 سبتمبر 1948) سياسي فيجي يشغل منصب رئيس وزراء فيجي منذ 24 ديسمبر 2022. كان المحرض على انقلابين عسكريين عام 1987. جرى انتخابه ديمقراطيا رئيسًا لوزراء فيجي، وخدم من عام 1992 إلى عام 1999، ثم مرة أخرى في عام 2022 حيث قاد ائتلافا من ثلاثة أحزاب. كما شغل منصب رئيس المجلس العظيم للرؤساء من 1999 إلى 2001، ثم بعد ذلك رئيسًا لمجلس مقاطعة كاكودروف من 2001 إلى 2008.
انتُخب رابوكا زعيمًا للحزب الاشتراكي الديمقراطي الليبرالي SODELPA في عام 2016، خلفًا لزعيمة المعارضة رو تيممو كيبا، التي رفضت علنًا ترشيح رابوكا ليحل محلها. عُين زعيما للمعارضة البرلمانية عام 2018، وذلك بعد هزيمة انتخابات 2018. أطاح به فيليام جافوكا من منصب قائد حزب SODELPA في انتخابات قيادة الحزب. استقال رابوكا من البرلمان في عام 2020، مشيرًا إلى أنه لن يكون بعد الآن عقبة أمام نهج الحزبين الذي سيتبعه قادة فيجي لتحقيق الانسجام والتقدم والوحدة في فيجي. شكَّل حزبًا سياسيًا جديدًا في عام 2020، اسمه تحالف الشعب Peoples Alliance (PA)، لخوض انتخابات 2022.

## نشأته
رابوكا هو ابن Kolinio Epeli Vanuacicila Rabuka وSalote Lomaloma Rabuka، وهو من قرية Drekeniwai في فانوا ليفو، إحدى جزيرتي فيجي الرئيسيتين. تلقى تعليمه في مدرسة الملكة فيكتوريا، حيث أصبح رئيسًا للطلاب في سنته الأخيرة. مثَّل فيجي في رمي الجُلة ورمي المطرقة ورمي القرص والعشاري في ألعاب دورة ألعاب الكومنولث البريطانية عام 1974.

## مهنته العسكرية
تلقى رابوكا تدريب في البداية في مدارس الجيش النيوزيلندي، وتخرج منها في عام 1973، ثم عمل بعد ذلك في الدراسات العليا في كلية أركان خدمات الدفاع الهندية في عام 1979، وفي كلية أركان الخدمات المشتركة الأسترالية في عام 1982. كان مديرًا كبيرًا لخطط العمليات لقوات حفظ السلام التابعة لليونيفيل في لبنان في عامي 1980 و1981. عند عودته إلى الوطن، عُين رئيسًا لأركان الجيش. في الفترة من عام 1982 إلى عام 1987، كان ضابط عمليات وتدريب للجيش الفيجي، باستثناء غياب لمدة عامين (1983-1985) عندما كان قائدا للكتيبة الفيجية ضمن القوة المتعددة الجنسيات وقوة حفظ السلام في سيناء.
حصل رابوكا على وسام جوقة الشرف عام 1980 تقديرًا لخدمته في لبنان، وحصل على وسام الإمبراطورية البريطانية من الملكة إليزابيث الثانية في قائمة تكريم أعياد الميلاد لعام 1981.

### انقلابات فيجي 1987
كان رابوكا قد أصبح عقيدًا، عندما ظهر فجأة من الغموض في 14 مايو 1987 وقام بأول انقلابين عسكريين لإعادة تأكيد السيادة العرقية الفيجية، بعد انتخابات عام 1987، التي جلبت حكومة يهيمن عليها العرقية الهندية في فيجي. وبعد خلع الحكومة المنتخبة، سلم السلطة إلى الحاكم العام، سير بينيا غانيلاو، وهو رئيس أعلى كان يتوقع أن ينفذ مصالح العرقية الفيجية. ومع ذلك، عندما حاول غانيلاو إعادة الدستور الملغى، نفذ رابوكا انقلابًا ثانيًا في 28 سبتمبر من ذلك العام. وفي البداية تعهد بالولاء للملكة، لكن في 7 أكتوبر أصدر مرسومًا (إعلان - مرسوم جمهورية فيجي 1987 رقم 8) بإعلان الجمهورية وإلغاء ارتباط فيجي بالملكية البريطانية الذي دام 113 عامًا. ثم سلم السلطة في 5 ديسمبر إلى إدارة مؤقتة كان فيها غانيلاو رئيسًا وكان رئيس الوزراء هو "وراتو سير كاميسيسي مارا"، لكنه ظل قائداً للجيش ووزيراً للداخلية ودائرة الشباب الوطنية والخدمة العسكرية المساعدة. لم يشعر غانيلاو ومارا بالقوة الكافية لإقالة رابوكا، لكن الدعم الشعبي الذي حظيا به كرؤساء كبار كان لدرجة أنه لم يشعر بالقوة الكافية لإقالتهما. كانت هناك هدنة مضطربة بين غانيلاو ومارا من جهة ورابوكا من جهة أخرى.
كان السكان الأصليون ينظرون إلى رابوكا على أنه بطل عندما أطاح بأول حكومة من العرقية الهندية في فيجي لتنصيب طبقة حاكمة من سكان فيجي الأصليين. خلال فترة الانقلاب، كان يُشار أحيانًا إلى رابوكا في الصحافة باسم "العقيد ستيف رامبو".
اعتذر رابوكا في عام 2006 عن تنفيذ الانقلابات. وأفاد موقع فيجي لايف في 28 مارس أن رابوكا أخبر صحيفة أحمد آباد نيوزلاين الهندية، أثناء زيارته للهند لتلقي العلاج الطبي، أنه يأسف لدوره في الانقلابات التي وصفها بأنها "خاطئة ديمقراطياً".

## الحياة السياسية

### رئيس وزراء فيجي (1992-1999)
بعد اعتماد دستور جديد في عام 1990 يضمن هيمنة العرق الفيجي على النظام السياسي، اختير رابوكا لقيادة الحزب الجديد Soqosoqo ni Vakavulewa ni Taukei في عام 1991. فاز هذا الحزب في الانتخابات البرلمانية عام 1992 وأصبح رابوكا رئيسًا للوزراء. لكن حكومته أُضعفت منذ البداية بسبب تحدي القيادة الذي قام به وزير المالية السابق جوزيفاتا كاميكاميكا. في عام 1994، ترك كاميكاميكا الحزب مع خمسة من أنصاره، مما أدى إلى فقد حزب رابوكا الأغلبية البرلمانية. أجريت انتخابات برلمانية لحل المأزق قبل ثلاث سنوات ؛ فاز الحزب السياسي الفيجي بالأغلبية لكنه تراجع بمقعدين عن الأغلبية المطلقة في مجلس النواب المكون من 70 عضوًا. شكل رابوكا ائتلافًا مع حزب الناخبين العام الصغير، وهو حزب صغير يدعمه بالكامل تقريبًا ناخبون عامون، يتألفون من الأوروبيين والصينيين وأقليات أخرى. كما وافق على التفاوض مع القادة المعتدلين من المجتمع الفيجي الهندي لصياغة دستور جديد، والذي أزال معظم الأحكام التي كانت تحيز النظام السياسي لصالح سكان فيجي الأصليين.
كانت انتخابات 1999 هي الأولى منذ سنوات عديدة التي تشهد منافسة حقيقية بين العرق الفيجي والعرق الهندي في فيجي على السلطة. خسر رابوكا هذه الانتخابات، وحل محله ماهيندرا تشودري، أول رئيس وزراء من العرق الهندي الفيجي.

### انقلاب فيجي 2000
بعد هزيمته الانتخابية، جرى انتخاب رابوكا رئيسًا للمجلس العظيم للزعماء. لكنه أُجبر على التخلي عن هذا المنصب في عام 2001، في أعقاب الادعاءات التي وجهها إليه الرئيس السابق سير كاميسيسي مارا بالتواطؤ في انقلاب فيجي عام 2000، الذي أطاح بكل من مارا ورئيس الوزراء الهندي الفيجي، ماهيندرا تشودري، في 19 مايو 2000. بدعوى أن زعيم الانقلاب جورج سبايت - الذي كان محتجزًا في ذلك الوقت وأُدين لاحقًا بالخيانة - كان مجرد واجهة، ظهر مارا في البرنامج التلفزيوني Close-Up في 30 أبريل 2001 وكشف أنه في 21 مايو 2000، بعد يومين من الانقلاب، قد واجه رابوكا وإيزيكيا سافوا، قائد الشرطة، بشأن تورطهما المحتمل فيه. وصرح مارا: "كان بإمكاني رؤية ذلك في وجوههما". أخبر مارا البرنامج أنه في غضون نصف ساعة من احتلال سبايت القسري للبرلمان، اتصل رابوكا هاتفياً بمقر الحكومة (المقر الرسمي للرئيس) لعرض تشكيل الحكومة. وزعم كذلك أن وحدة الحرب المضادة للثورة التابعة للجيش قد شاركت في الانقلاب بعد تلقيها تدريبات في مزرعة يملكها رابوكا.
وفي مقابلة مع صحيفة ديلي بوست فيجي في 2 يوليو 2001، نفى رابوكا بغضب هذه المزاعم، قائلاً إنها هذيان "رجل عجوز غاضب" و"غير لائق على الإطلاق لزعيم وطني ورجل دولة". ومع ذلك، تكررت التهم في مجلس الشيوخ في 23 أكتوبر 2004 حيث أثارتها "أدي كويلا نيلاتيكاو"، ابنة مارا.
نشر المدعي العام السابق السير فيجاي سينغ مذكرات في عام 2006 تدعم المزاعم ضد رابوكا. نقل موقع صحيفة "قرية فيجي" عن سينغ في 18 أغسطس 2006 قوله، عند إطلاق مذكراته، تحدث أن رابوكا أخبره شخصيًا أنه كان أحد قادة العصابة وأن الهدف الحقيقي للانقلاب لم يكن حكومة شودري، ولكن مارا، وأن مارا أعرب عن شكوكه حول رابوكا لسينغ. "أجريت محادثة هاتفية يوم الاثنين (في أعقاب انقلاب الجمعة) مع الرئيس سير كاميسيسي مارا. وقال سينغ إنه لم يكن لديه شك في أن السيد سيتيفيني رابوكا والسيد إيزيكيا سافوا "، مفوض الشرطة آنذاك"، هما اللذان نظما القضية البائسة في المجمع البرلماني". ورفض رابوكا التعليق على مزاعم سينغ، مستشهدا بالقضاء.

### دوره المزعوم في تمرد عام 2000
كما اتُهم رابوكا بالتحريض أو دعم التمرد الذي حدث في ثكنة الملكة إليزابيث في سوفا في 2 نوفمبر 2000. في مقابلة مع صحيفة فيجي تايمز في 12 نوفمبر 2000، اتهم القائد العسكري، العميد بحري فرانك باينيماراما، أنه بينما كانت الثورة جارية، زار رابوكا الثكنات بزيه العسكري في السيارة، وكان على استعداد لتولي قيادة الجيش. كما يُزعم أنه بدأ في إصدار الأوامر للجنود. وقال باينيماراما: "كلمات رابوكا لأحد العقداء في ذروة إطلاق النار أثارت شكوكي". قال إن على العقيد ان يستمع إلى تعليماته. كما انتقد قيادتي". واتهم باينيماراما رابوكا بقيادة الجنود في التمرد باستخدام كلمات "مربكة" و"خادعة".
كما اتهم باينيماراما رابوكا بـ "تسييس" وحدة الحرب المضادة للثورة (CRW)، التي كان قد أسسها كحراس شخصيين في عام 1987، لصالح كل من التمرد والاستيلاء المبكر على البرلمان في مايو. شارك أعضاء من الوحدة في كل من انقلاب مايو وتمرد نوفمبر.
دعم إدعاءات باينيماراما ما ذكره العقيد فيليام سيروفاكولا، الذي قاد الهجوم المضاد لإخماد التمرد. وفي 13 نوفمبر 2000، قال إن المتمردين الذين استجوبهم الجيش قد تورطوا مع رابوكا. واتهم رابوكا بمحاولة أخذ مدنيين إلى الثكنات ليكونوا دروعًا بشرية للمتمردين، وذكر أن نية رابوكا كانت "ادعاء القيادة العسكرية وإسقاط الحكومة في نهاية المطاف".
ونفى رابوكا، وكان ضابطًا متقاعدًا آنذاك، دعم التمرد، لكنه رفض التعليق على اتهام من باينيماراما بأنه دعا إلى اجتماع لكبار الضباط الموالين له لإقالة باينيماراما.

### اعتقاله عام 2006
إن نفي رابوكا للادعاءات ضده لم ينهي الجدل. ففي 14 مايو 2005، ذكرت صحيفة نيوزيلاند هيرالد أن قوة شرطة فيجي كانت على وشك اتخاذ قرار بشأن ما إذا كانت ستوجه اتهامًا لأفراد معينين لم يجري الكشف عن أسمائهم، تعتقد صحيفة هيرالد أن أحدهم هو رابوكا. نقل التقرير عن مفوض الشرطة أندرو هيوز قوله إن أحد العوائق الرئيسية أمام تحقيقهم كان "مخروط الصمت" بين المقربين من المشتبه بهم.
قُبض على رابوكا في 11 مايو 2006 بتهمة تحريض المقدم فيليام سيروفاكولا على ارتكاب تمرد عسكري في 2 نوفمبر 2000، في أعقاب انقلاب عام 2000. زُعم أنه اقترب من سيروفاكولا مرة أخرى في 4 يوليو من ذلك العام بهدف الإطاحة بالقائد العسكري العميد بحري فرانك باينيماراما. ولم يتقدم بالتماس، وأُطلق سراحه بكفالة قدرها 1000 دولار أمريكي، وطُلب منه تسليم جواز سفره. وأمر بالحضور إلى مركز شرطة نامادي بين الساعة 6 صباحا و6 مساء كل يوم اثنين وسبت، وحُذر من محاولة التأثير على أي شهود، وفقًا لتقرير فيجي لايف. وأُعلن في 17 يونيو أنه بناء على طلب مدير الادعاء، أُحيلت القضية إلى المحكمة العليا بسبب خطورة التهمة.
أفاد موقع صحيفة قرية فيجي أن رابوكا مثل أمام المحكمة العليا في 30 يونيو ودفع ببراءته. وجرى تحديد موعد المحاكمة في 20 أكتوبر، ولكن الموعد تغيير لاحقًا إلى 6 نوفمبر.
أفادت صحيفة قرية فيجي في 6 سبتمبر أن رابوكا قد مُنع من السفر إلى بابوا غينيا الجديدة للمشاركة في بطولة الجولف. وحكم القاضي جيرارد وينتر بأن التهم الموجهة إلى رابوكا خطيرة وأنه يجب ألا يُسمح له بالفرار. لذلك لا يُمنح الإذن بمغادرة فيجي إلا في حالات الطوارئ الطبية فقط ؛ وأعلن أن بطولة الجولف ليست مهمة.
في 11 ديسمبر 2006، ثبت أن رابوكا غير مذنب في تهمتي التحريض على التمرد. وأدلى القاضي بصوت حاسم بعد انقسام لجنة المقيمين.

### الانتخابات البرلمانية 2006
في أوائل عام 2005، استبعد رابوكا نفسه من خوض الانتخابات البرلمانية لعام 2006، ولكن في 7 مايو قال إنه يعيد النظر في ذلك، بعد مناشدات من رجال الأعمال الفيجيين والسياسيين السابقين ليكون جزءًا من تحرك لتوحيد جميع الأحزاب الفيجية العرقية في بطاقة مشتركة للتنافس في الانتخابات التالية. وقال "أنا مهتم حقًا لأنني كنت دائمًا مع وحدة فيجي". وقد شدد على أنه يعتقد أن الوحدة السياسية بين سكان فيجي الأصليين ضرورية لمنع انتخاب حكومة يهيمن عليها الفيجيون الهنديون في عام 2006. واعترف، مع ذلك، بأن الكثيرين كانوا ينظرون إليه على أنه "حجر عثرة"، لكنه أضاف: "أريد تغيير كل ذلك". وفي 29 مايو، قال إنه لا ينبغي النظر إلى الوحدة السياسية بين شعب فيجي بفتور على أنها احتمال، بل ينبغي النظر إليها بكل إخلاص على أنها حاجة. واتهم رئيس الوزراء ليسينيا كاراسي، الذي دعا أيضًا إلى الوحدة بين الفيجيين، بالنفاق، قائلاً إنه في التسعينيات لم يكن هناك سوى حزب واحد رئيسي في فيجي، لكن الآخرين انفصلوا عنه وأسسوا العديد من الجماعات المتنافسة. كان كاراسي وSoqosoqo Duavata ni Lewenivanua (SDL) من بين المسؤولين عن الانقسام.
في 21 أغسطس، قال رابوكا إنه يرى أن رؤساء الوزراء المهزومين في الانتخابات يجب ألا يترشحوا مرة أخرى. وقال إن بقاء رؤساء الوزراء السابقين نشطين سياسيًا أدى إلى عدم الاستقرار، مشيرًا إلى الاضطرابات السياسية الأخيرة في فانواتو وجزر سليمان كأمثلة. "من المفيد لقادة الأحزاب الذين أصبحوا رؤساء وزراء بعد هزيمتهم في الانتخابات العامة أن يتحملوا مسؤولية الهزيمة وأن يبتعدوا عن النشاط السياسي وأن يصبحوا مجرد مستشارين أو يظلوا مؤيدين للحزب ولكن ليس في المقعد الأمامي للترشح لمنصب آخر."
في 19 أكتوبر، قال رابوكا إن الفريق البرلماني الحالي الذي يمثل كاكودروف يتمتع بدعمه الكامل. وقال إنه سيتبع إرادة الشعب في تقرير خوض انتخابات 2006 أم لا. من بين أعضاء البرلمان الحاليين من كاكودروف نايكاما لالابالافو، رئيس باراماونت لاتحاد توفاتا، وماناسا توجيا، ونيكو ناوايكولا.
على الرغم من دوره في تشكيل الائتلاف الكبير من أجل فيجي (30 يوليو 2005)، وهو ميثاق انتخابي لخمسة أحزاب سياسية يدعمها في الغالب سكان فيجي الأصليون، لخوض انتخابات عام 2006، أعرب رابوكا عن شكوكه حول قابليته للتطبيق في 27 ديسمبر. وحذر من أن الخلاف العام يهدد بعرقلة المشروع. وقال إن الهجوم الأخير على دستور عام 1997 من قبل زعيم حزب فانوا تاكو لافو القومي إليسا دوفولوكو قد أزعجه.
وفي الوقت نفسه، قال رابوكا إنه من غير المحتمل حدوث انقلاب آخر، وأنه بالنظر إلى الانقسام بين سكان فيجي الأصليين، فإن المواقف تجاه رئيس الوزراء من غير السكان الأصليين لن تكون مهمة. وقال إنه لا يمكن تنفيذ أحكام مجلس الوزراء متعدد الأحزاب في الدستور إذا فاز حزب العمل الديمقراطي أو حزب العمال الفيجي بالانتخابات ؛ إذا وجد الطرفان أن الحكم غير عملي، كان ينبغي عليهما تعديل الدستور وأمامهما خمس سنوات للقيام بذلك.
في 7 فبراير 2006، قال رابوكا إنه لا يزال يفكر في خوض الانتخابات المقبلة. كان يعتقد أنه "من غير الحكمة"، دون الخوض في التفاصيل، التنافس على المقاعد في موطنه كاكودروف، أو تلك التي يشغلها أعضاء الائتلاف الكبير، وقد يتنافس فقط إذا كانت هناك دائرة انتخابية حضرية مفتوحة. ومع ذلك، اعتبر أنه بالنظر إلى طول الفترة التي قضاها خارج السياسة، فإن العودة ستكون صعبة. كما دعا إلى أن تكون جميع الأحزاب السياسية تمثل جميع المجموعات العرقية. وبخلاف ذلك، لن يجري التغلب على الصدع العنصري في السياسة الفيجية.
قرر رابوكا في النهاية عدم خوض الانتخابات، وقدم حزبه مرشحًا واحدًا فقط.

### انقلاب فيجي 2006
ذكرت صحيفة فيجي تايمز في 15 ديسمبر 2006 أن رابوكا ذكر أنه لا يرى أي احتمال لعودة لايزينيا كاراسي، التي أطيح به من رئاسة الوزراء في انقلاب 5 ديسمبر 2006، إلى السلطة. ونفى دعم الانقلاب، لكنه قال إن كاراسي، إلى جانب الرئيس المخلوع جوزيفا إيلويلو، كانوا قادة ضعفاء لم يفعلوا شيئًا لإحباط الانقلاب من خلال التفاوض مع الجيش بينما لا يزال هناك متسع من الوقت. قال رابوكا إنه كان ينبغي على كاراسي أن يرى الانقلاب قادمًا.
في أعقاب الانقلاب، انتقد رفض باينيماراما إجراء الانتخابات، قائلاً إن السبب هو أن بينيماراما أراد "[الابتعاد] عن دور الحكم، والأشخاص والجماعات التي حددها مسبقًا لا ينبغي أن يحكموا".

### الانتخابات البرلمانية 2014
ظل رابوكا بعيدًا عن الأضواء بعد انقلاب عام 2006. ومع ذلك، في يونيو 2013، خرج وقال إنه سيفكر في الترشح للانتخابات الوطنية المقترحة لعام 2014. ثم سعى إلى قيادة الحزب الديمقراطي الاجتماعي الليبرالي المشكل حديثًا (SoDelPa)، وهو الحزب الذي خلف حزب رئيس الوزراء السابق كاراسي سوكوسوكو دوافاتا ني لوينيفانوا (SDL)، والذي حلته الحكومة المؤقتة المدعومة من الجيش، ولكنه رُفض بعد أن قال إنه لم يندم على انقلابات عام 1987. قال لصحيفة فيجي صن في 30 يناير 2014 : "كان علي أن أفعل ما كان علي القيام به في عام 1987". كما واجه معارضة شديدة لمحاولته لاحقًا الترشح لمنصب نائب قيادة الحزب. كما طلب ترشيحه للبرلمان، ولكن في 24 أغسطس، أعلن حزب SoDelPa أنه قرر عدم ترشيحه. رغم ذلك، ظل عضوا ومؤيدا للحزب.

### زعيم المعارضة والانتخابات النيابية 2018
في يونيو 2016، أعلنت Teimumu Kepa أنها ستتخلى عن منصب زعيمة حزب SODELPA. فحل محلها رابوكا، وقاد الحزب في انتخابات 2018.

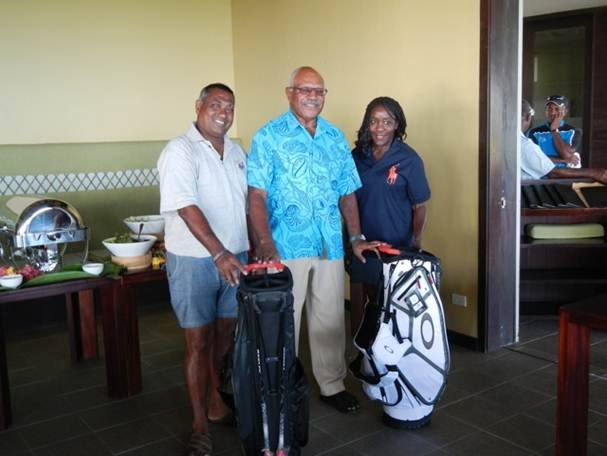
سفير الولايات المتحدة لدى فيجي فرانكي ريد (يمين) مع سيتيفيني رابوكا (وسط).

وجهت إلى رابوكا في 25 مايو 2018 تهمة الفساد، حيث اتهمته وكالة مكافحة الفساد المستقلة في فيجي فيما يتعلق بالإعلان عن أصوله والتزاماته كما هو مطلوب بموجب قانون تسجيل الأحزاب السياسية وسلوكها وتمويلها وإفصاحها. حوكم خلال الحملة الانتخابية وبُرئ. رُفض استئناف من قبل لجنة فيجي المستقلة لمكافحة الفساد، والذي كان من الممكن أن يؤدي إلى تنحية رابوكا لمدة يومين من الانتخابات. قبل فترة وجيزة من البت في الاستئناف، استدعت الشرطة رابوكا مرة أخرى بتهم غير محددة.
حصل رابوكا على 77,040 صوتا في الانتخابات وحصل على مقعد في البرلمان. وفي مقابلة أجريت بعد الانتخابات، قال إنه من المؤسف أن قادة الحزبين الرئيسيين كانوا قادة انقلابيين وأن هناك حاجة إلى "الابتعاد عن الأشخاص الموصوفين بالانقلاب".
في 26 مايو 2020، صدر تعليق لمدة 60 يومًا لحزب Sodelpa بسبب خرق قانون الأحزاب السياسية. واعتُبر جميع المعينين لاغيين وباطلين، ومع منح الحزب مهلة 60 يومًا لتصحيح جميع المشكلات أو مواجهة إلغاء التسجيل. وبذلك لم يستطع رابوكا أن يسجل نفسه على أنه زعيم سوديلبا بعد إعلان تعليق الحزب. وقد جرى رفع التعليق عن الحزب في 29 يونيو 2020.

### منافسة قيادة SODELPA عام 2020
في 27 نوفمبر 2020، عُزل رابوكا من منصب قائد SODELPA. كانت هناك تكهنات بأن رابوكا سيشكل حزبًا جديدًا بعد الإطاحة به كزعيم، لكنه نفى لاحقًا أنه سيشكل حزبًا جديدًا وسيواصل دعم SODELPA. صار جافوكا زعيمًا جديدًا لـ SODELPA في 28 نوفمبر خلال اجتماع الجمعية العامة العادية للحزب. اختير المحامي البارز فيليموني فوساروغو نائبًا جديدًا لقائد الحزب. صوت 21 عضوًا من مجلس إدارة حزب SODELPA لصالح جافوكا بينما صوت 20 عضوًا لـ رابوكا. وقيل إن الكتلة الحزبية للحزب منقسمة بالتساوي حول ما إذا كان تغيير القيادة هو المسار الصحيح للعمل.
استقال رابوكا في 7 ديسمبر من البرلمان ومنصبه كزعيم للمعارضة في البرلمان. جاء هذا الإعلان أثناء رده على افتتاح الرئيس جيوجي كونروتي لجلسة البرلمان 2020-2021.
ألقت الشرطة الفيجية القبض عليه في 25 يوليو 2021 بعد انتقاده تحركات الحكومة لتعديل تشريعات الأراضي.

### رئيس وزراء فيجي (2022 حتى الآن)
شكل رابوكا حزبًا سياسيًا جديدًا في عام 2021، أطلق عليه اسم تحالف الشعب (PA)، لخوض انتخابات 2022. أصبح تحالف الشعب ثاني أكبر حزب بعد انتخابات 2022، ونجح في الإطاحة بفرانك باينيماراما بعد 16 عامًا من الحكم، وشكل حكومة ائتلافية مع SODELPA والحزب الفيدرالي الوطني (NFP). أصبح رابوكا فيما بعد رئيس الوزراء المكلف. وكان قد جرى استدعاؤه إلى مركز الشرطة بعد التشكيك في النتائج والمطالبة بالتدخل العسكري، رغم أن المراقبين وصفوا الانتخابات بأنها حرة ونزيهة. بعد أن شكل الائتلاف الحكومة، أدى رابوكا اليمين رئيسًا للوزراء في 24 ديسمبر. ووفق اتفاق الائتلاف، تولى ثلاثة نواب لرئيس الوزراء مناصبهم، هم زعيم الحزب الفيدرالي NFP بيمان براساد، وزعيم سوديلبا جافوكا وManoa Kamikamica.

## مدير فريق اتحاد الرجبي في جزر المحيط الهادئ
في أكتوبر 2008، ذُكر أن رابوكا سيكون مدير فريق اتحاد الرجبي لسكان جزر المحيط الهادئ خلال جولته في أوروبا.

## الحياة الشخصية
تزوج رابوكا من سولويتي تويلوما نابوا في 10 أبريل 1975.

## وصلات خارجية
- "الحقيقة والأكاذيب والانتخابات"، مقال بقلم سيتيفيني رابوكا في فيجي تايمز، 3 أكتوبر 2008

| مناصب عسكرية             | مناصب عسكرية                         | مناصب عسكرية            |
| ------------------------ | ------------------------------------ | ----------------------- |
| سبقه إبيلي نايلاتيكاو    | قائد القوات المسلحة 1987–1992        | تبعه Epeli Ganilau      |
| المناصب السياسية         |                                      |                         |
| سبقه كاميسيز مارا        | رئيس وزراء فيجي 1992–1999            | تبعه Mahendra Chaudhry  |
| سبقه Finau Mara          | رئيس المجلس العظيم للرؤساء 1999–2001 | تبعه Epeli Ganilau      |
| سبقه Inoke Kubuabola     | رئيس مجلس محافظة كاكاودروف 2002–2008 | تبعه Emitai Boladuadua  |
| سبقه Teimumu Kepa        | زعيم المعارضة 2018–2020              | تبعه Naiqama Lalabalavu |
| سبقه فرانك باينيماراما   | رئيس وزراء فيجي 2022–الآن            | الحالي                  |
| المناصب الحزبية السياسية |                                      |                         |
| سبقه Teimumu Kepa        | قائد حزب SODELPA 2018–2020           | تبعه فيليام جافوكا ‏     |
| حزبٌ سياسيٌّ جديد           | قائد حزب تحالف الشعب 2021–الآن       | الحالي                  |